# Oleandar
Oleandar (zlolepina, lat. Nerium), monotipski rod vazdazelenih grmova iz porodice zimzelenovki (Apocynaceae) kojemu pripada samo vrsta Nerium oleander, .
Nerium oleander raste samoniklo od Portugala do Grčke, a u Hrvatskoj kod Dubrovnika. Može narasti do 6 metara visine. Listovi su mu izduženi i kožasti, cvjetovi krupni s ružičastim, crvenim ili bijelim laticama. Svi dijelovi su mu otrovni (oleandrin, folinerin). Kod trudnica može izazvati pobačaj. Zabilježena su česta trovanja životinja.
Ime mu dolazi od od grčkog nērion (voda), možda zato što je u prirodi često rastao uz vodu.
Ima mnogo kultivara: ‘Red’, ‘Rosea’, ‘Variegata’, ‘Yellow’.                                                                                                                                         